# Acromantula
Een Acromantula is een fabeldier uit de Harry Potterboeken van de Britse schrijfster J.K. Rowling.
Acromantula's zijn reusachtige spinnen die oorspronkelijk uit Borneo komen. Acromantula's zijn bedekt met dik zwart haar. Ze hebben poten die zo'n vijf meter kunnen worden en beschikken tevens over gigantische scharen. Het zijn vleeseters die graag grote prooien eten. Hun webben hebben de vorm van een koepel en het vrouwtje, dat groter is dan het mannetje, kan per keer tot honderd zachte eieren ter grootte van een volleybal leggen. De eieren komen na zes tot acht weken uit. Bij verschillende emoties maken ze vreemde, klikkende geluidjes. Het Ministerie van Toverkunst heeft de handel in deze eieren verboden. Het gif van een Acromantula is zeer waardevol. De belangrijkste vijand van de Acromantula is de Basilisk.

## Acromantula's in de boeken

### Harry Potter en de Geheime Kamer
In het tweede boek ontmoeten Harry Potter en Ron Wemel een hele familie Acromantula's en hun leider Aragog. Aragog is als ei in handen gekomen van Rubeus Hagrid die hem als jong dier heeft verzorgd binnen de muren van kasteel Zweinstein, vijftig jaar voordat Harry er naar school ging. Dit was in de tijd dat de Geheime Kamer voor het eerst werd geopend. Toentertijd kreeg Aragog de schuld van de dode die er toen gevallen is. Daardoor is Hagrid van school gestuurd en werd zijn toverstaf gebroken. Later heeft Harry aangetoond dat niet Aragog de dader was, maar de Basilisk die in de Geheime Kamer schuilt. In Harry's tweede jaar, toen de Geheime Kamer weer geopend werd, kreeg Hagrid de schuld en werd naar Azkaban gestuurd.

### Harry Potter en de Halfbloed Prins
In het zesde boek wordt nog een keer gesproken over Aragog. In dat boek gaat Aragog dood en begraaft Rubeus Hagrid hem bij zijn huisje. Harry gebruikt Aragogs dood vervolgens om professor Slakhoorn in een goede stemming te brengen - Slakhoorn wil namelijk het gif van een acromantula, dit gif is wel tweehonderd galjoenen per liter waard - zodat hij Harry een kostbare herinnering geeft. Die toont aan dat Heer Voldemort inderdaad Gruzielementen heeft gemaakt, zoals het schoolhoofd professor Perkamentus al vermoedde.

### Harry Potter en de Relieken van de Dood
In het zevende en laatste boek gaan vrijwel alle Acromantula's tijdens de Slag om Zweinstein naar Zweinstein. Ze vallen daar iedereen aan, of het nu dooddoeners zijn of 'goede' tovenaars.